# Будай, Елена Константиновна
Елена Константиновна Будай (29 марта 1989) — российская футболистка.

## Биография
Воспитанница омского футбола. Призывалась в состав юношеской сборной России (до 17 лет), призёр международного турнира в Польше в 2005 году. Также выступала за сборную Урала на турнире «Кубанская весна» (2010).
На клубном уровне много лет выступала за «Иртыш» (Омск) в первом дивизионе, была капитаном команды.
Во второй половине 2012 года играла в высшей лиге за клуб «Звезда-2005» (Пермь). Дебютный матч сыграла 23 августа 2012 года против «Россиянки», заменив на 83-й минуте Марию Трофимову. Всего в сезоне 2012/13 провела 4 неполных матча в высшей лиге.
По состоянию на 2013 год работала в Омске детским тренером. Позднее работала преподавателем физкультуры в школе.